# Culicoides butleri
Culicoides butleri är en tvåvingeart som beskrevs av Wirth och Hubert 1960. Culicoides butleri ingår i släktet Culicoides och familjen svidknott. Inga underarter finns listade i Catalogue of Life.